# Finska Missionssällskapet

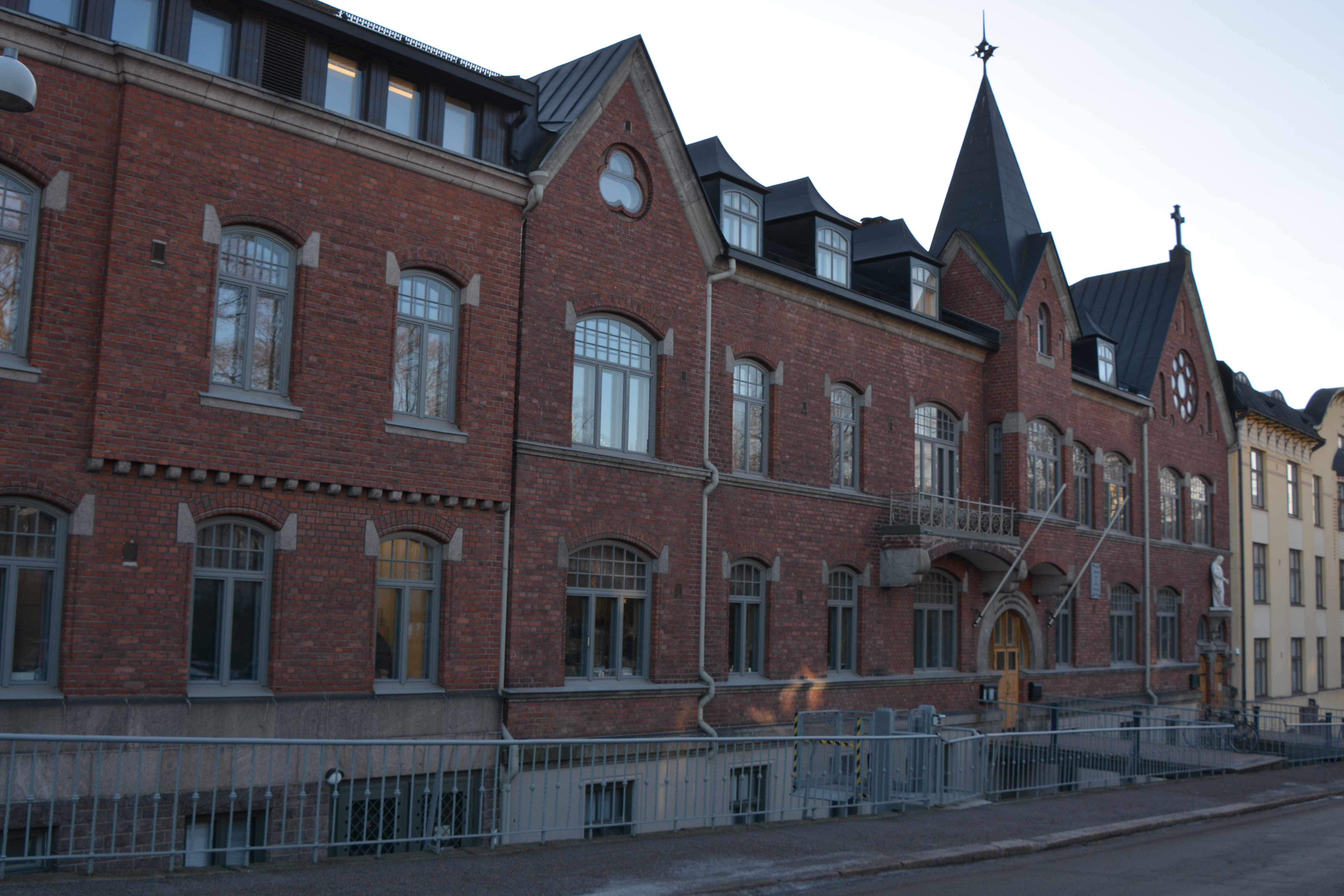
Missionskyrkan på Observatoriegatan 18

Finska Missionssällskapet är ett finländsk missionssällskap med centralkontor på Magistratsporten 2 A i Helsingfors.
Finska Missionssällskapet grundades 1859, för att markera 700-årsjubileet av kristendomens ankomst till Finland. Det började utbilda egna missionärer vid sin skola 1862. Missionssällskapet var först aktivt från 1870 i Ovamboland i norra Tyska Sydvästafrika, nuvarande Namibia, och senare i Kina. Under 1890-talet skedde en markant ökning av sällskapets missionsverksamhet.
Ett bönehus, Missionskyrkan i Helsingfors, invigdes i december 1900.